# Brfxxccxxmnpcccclllmmnprxvclmnckssqlbb11116
Brfxxccxxmnpcccclllmmnprxvclmnckssqlbb11116 (изговор: Албин) је име дечака рођеног 1991. године у Шведској. Ово име од 43 слова су му 1996. године дали родитељи из протеста према шведском закону, када им је суд наредио да плате казну од 5.000 шведских круна (око 550 евра) јер му до петог рођендана нису дали име. Они тврде да је то експресионистичко достигнуће које они виде као уметничко дело. Суд је одбацио име према закону који забрањује неподобна имена и потврдио казну.